# 나저라자 라비야
나저라자 라비야(타밀어: நடராஜா ரவிராஜ், 1962년 6월 25일 ~ 2006년 11월 10일)는 스리랑카의 타밀족 정치인이자 인권변호사로 콜롬보에서 총기 사고로 죽을 때까지 LTTE의 후원을 받은 타밀민족연합 소속 국회의원이었다. 타밀민족연합은 스리랑카 정부가 암살 사건에 관련됐다고 주장했지만 스리랑카 정부는 부인했다. 암살 전날 바하라이 폭탄테러에 대해 콜롬보의 유니세프 사무실 앞에서 항의시위를 했다.